# Tamkhosrau
Tamkhosrau ou Tamkhosro (dans les sources grecques nommé Ταμχοσρώ ou Ταμχοσρόης, Tamchosroes) est un général perse sassanide connu pour ses actions lors des guerres byzanto-perses de la fin du VIe siècle. Il est l'un des généraux en chef du chah Khosro Ier (r.531-579). Comme l'indique son nom honorifique « fort Khosrô », il est particulièrement respecté parmi ses hommes.

## Biographie
Tamkhosrau est mentionné pour la première fois au début de l'année 575[Par qui ?]. Une trêve d'un an avait été négociée en 574 entre l'Empire byzantin et l'Empire sassanide afin que de nouvelles négociations puissent se dérouler en vue de conclure une trêve encore plus longue. Les Perses insistent sur une trêve de cinq ans, alors que les émissaires byzantins souhaitent une trêve de trois ans. Pour faire pression sur le camp byzantin, le général perse Mahbodh (pt) ordonne à Tamkhosrau de lancer une attaque. Il conduit alors un important raid, pillant le territoire autour de Dara en Mésopotamie du Nord. Une trêve de trois ans est finalement conclue, les Byzantins acceptant de payer un tribut de 30 000 solidi en or par an,.

Carte de la frontière perso-byzantine.

Cette trêve n’inclut pas l'Arménie perse, où les combats dès lors se recentrent. Les Byzantins y remportent d’importants succès en déjouant une invasion menée par le chah Khosrô en personne et sécurisant une grande partie du territoire. En 577, les négociations de paix, sur le point de s'achever, semblent être légèrement en faveur des Byzantins. Tamkhosrau conduit alors une série d'expéditions en Arménie et bat le général byzantin Justinien. Les Perses décident à ce moment d'abandonner les négociations et Tamkhosrau devient en 578 commandant des forces perses en Arménie,. Malgré une armée inférieure en nombre à celle du magister militum per Armeniae Maurice, il feint de marcher sur Théodosiopolis et conduit un raid surprise au sud, pillant la région de Martyropolis et Amida. Son action est critiquée par les Perses, fruit selon eux de son inexpérience : il est rappelé et remplacé en Arménie par Varaz Vzour,.
Malgré cela, il est élevé au poste de marzban en 581, et commande l'armée perse en Mésopotamie du Nord. Après un nouvel échec des négociations de paix, Tamkhosrau et le marzban Adarmahan, envahissent le territoire byzantin et marchent sur Constantine. Maurice, s’attendant et se préparant à une telle attaque, affronte les Perses à l'extérieur de la ville en juin 582. L'armée perse subit une lourde défaite et Tamkhosrau est tué,.

### Études
- (en) Geoffrey Greatrex et Samuel N. C. Lieu, The Roman Eastern Frontier and the Persian Wars (Part II, 363–630 AD), Londres, Routledge, 2002, 373 p. (ISBN 0-415-14687-9, lire en ligne).
- (en) John R. Martindale, A.H.M. Jones et John Morris, The Prosopography of the Later Roman Empire, Volume III : AD 527–641, Cambridge University Press, 1992, 1626 p. (ISBN 978-0-521-20160-5, lire en ligne).